# 妻のあした
『妻のあした』（つまのあした）はCBCが制作し、TBS系列にて1975年10月5日から12月28日まで毎週日曜22:00～22:30に放送されたテレビドラマである。この番組の最後にCBCの22時台のドラマ番組は撤退。後番組として始まった『すばらしき仲間』からはバラエティ番組に転換してスタートを切ることになる。

## キャスト
- 江利チエミ
- 乙羽信子
- 浦辺粂子
- 淡島千景

| TBS系列 日曜22時台前半（CBC制作枠） | TBS系列 日曜22時台前半（CBC制作枠）                   | TBS系列 日曜22時台前半（CBC制作枠）                             |
| 前番組                              | 番組名                                                | 次番組                                                          |
| ----------------------------------- | ----------------------------------------------------- | --------------------------------------------------------------- |
| ごめんなさいね （1975.4.6-9.28）    | 妻のあした （1975.10.5-12.28） （本番組までドラマ枠） | すばらしき仲間 ※ここからバラエティ番組、 本田技研工業一社提供枠 |

| スタブアイコン | サブスタブ | この項目は、まだ閲覧者の調べものの参照としては役立たない、テレビ番組に関連した書きかけの項目です。この項目を加筆・訂正などしてくださる協力者を求めています（P:テレビ/PJ:放送または配信の番組）。 |